# Stubbe Sø
Stubbe Sø är en sjö i Danmark.   Den ligger i Syddjurs kommun i Region Mittjylland,  130 km nordväst om Köpenhamn. Arean är 3,7 kvadratkilometer. 